# 呉良
呉 良（ご りょう、1323年 - 1381年）は、元末明初の軍人。初名は国興であったが、後に良の名を賜る。定遠（現在の安徽省定遠県）の人。弟の呉禎と共に朱元璋に仕え、明建国の功臣となった。

## 生涯
至正13年（1353年）の定遠攻略に参戦した24将の1人。至正15年（1355年）、太平・溧水・溧陽・集慶を攻略する。至正16年（1356年）、徐達の下で、鎮江・常州・丹陽を攻略する。至正17年（1357年）、趙継祖と共に江陰を攻略した。
至正19年（1359年）、呉禎と共に江陰を守る任に就いた。防御を固め、兵を良く指揮して、張士誠による度々の攻撃を防いだ。その功により、枢密院判官に任じられた。この頃、朱元璋は陳友諒討伐に力を注いでおり、張士誠の攻撃を防ぐために、江陰は要衝の地であった。張士誠の将の蘇同が江陰に攻めてきた。これに対し、呉禎が北門から出撃し、王子明が南門から出撃して挟み撃ちで敵を大破した。また、張士誠軍が常州を攻めたとき、呉良は間道を使い、無錫において敵軍を殲滅させた。
泰州を攻め取った後、至正26年（1366年）には再び張士誠が鎮江に進撃した。この時、朱元璋自ら軍を率いて張士誠討伐に赴いた。これを知り、逃走する張士誠軍に対し、朱元璋軍と出撃した呉良軍の挟み撃ちで2千人の捕虜を得る大勝利をおさめた。昭勇大将軍・蘇州衛指揮使に任じられ、蘇州に移る。のち、全州に移った。洪武3年（1370年）、江陰侯に封ぜられ、食禄1千5百石を与えられる。
洪武4年（1371年）、靖州・綏寧に出兵し、これを平定する。洪武5年（1372年）、鄧愈の下で、辰州・澧州の諸蛮の反乱を平定する。洪武12年（1379年）、青州に封ぜられる。洪武14年（1381年）に青州で58歳で死去。江国公を贈られ、襄烈と諡された。呉禎と共に、功臣廟に肖像を奉られた。

## 人物
- 雄偉剛直な性格で、情け深く、節約を心がけていた。城楼に泊まる際は、枕元に武器を携行していた。将兵の練兵をよく行い、常に敵が至るときのことを考えていた。
- 平時は儒生を招き、経史を学んでいた。また、新しく学校を立てて、教育の普及に努めた。
- 呉禎と共に間諜活動をよく行っていた。
- 朱元璋との挟撃で張士誠軍を敗走させた後、朱元璋は「呉起のようだ」と呉良を称えた。
- 張士誠を抑え、東方を安定させていた功績を朱元璋は大きく評価しており、宋濂に呉良を褒め称える詩文を作るように命じている。